# Izoplit
Izoplit – osiedle typu miejskiego w Rosji, w obwodzie twerskim. W 2010 roku liczyło 1769 mieszkańców.